# Edward & Mrs. Simpson
Edward & Mrs. Simpson és una sèrie de televisió britànica de set parts que dramatitza els esdeveniments que van provocar l'abdicació del rei Eduard VIII del Regne Unit el 1936, que va abandonar el seu tron per casar-se amb l'estatunidenca Wallis Simpson divorciada en dues ocasions.
La sèrie, realitzada per Thames Television per a ITV, es va emetre originalment el 1978. Edward Fox va interpretar a Edward, i Cynthia Harris va interpretar la senyora Simpson. El guió era de Simon Raven, basada en Edward VIII, biografia del rei escrita per l'oncle matern de Fox, Donald Donaldson. Va ser produïd per Andrew Brown, supervisada per Verity Lambert, cap de Drama de Thames Television i dirigida per Waris Hussein. La música era de Ron Grainer.
La sèrie, emesa als Estats Units el 1979 com a instal·lacions de la sindicada nacionalment Mobil Showcase Network, va guanyar el premi Emmy de 1980 per a les sèries limitades excepcionals, i els premis BAFTA de 1979 al millor actor, millor disseny, millor disseny de vestuari i millor sèrie. Ha editada en DVD a la Regió 2 (Regne Unit) per Network, i a la Regió 1 (Estats Units) per A&E.

## Episodis
1. The Little Prince: la vida d'Edward als anys vint com a príncep de Gal·les, els seus romanços amb Freda Dudley Ward i Lady Furness, la seva introducció a Mr. and Mrs. Ernest Simpson. Hi ha una petita llicència històrica, ja que la primera reunió oficial d'Edward i la senyora Simpson va tenir lloc a Burroughs Court, a prop de Melton Mowbray, Leicestershire, el dissabte 10 de gener de 1931.[1] L'episodi suggereix que va tenir lloc una breu reunió a la residència londinenca de Lady Furness a la tardor de 1930 (la qual cosa no està documentada i, per tant, no es pot provar).
2. Venus at the Prow: Es desenvolupa el romanç entre Edward i la senyora Simpson.
3. The New King: Edward arriba al tron després de la mort del seu pare, el rei Jordi V, el gener de 1936 i demana a la senyora Simpson que es casi ell. Simpson accepta divorciar-se. El rei, la senyora Simpson, i amics creuen el Mediterrani, un esdeveniment molt reportat per la premsa fora d'Anglaterra.
4. The Divorce: Edward convenç la senyora Simpson perquè vagi endavant amb el seu divorci; després seria lliure de casar-se amb ell i ser coronada reina en la coronació prevista per a maig de 1937. El rei i el govern pressionen la premsa britànica perquè mantingui el silenci sobre el romanç del rei, però les notícies surten de la Gran Bretanya i els rumors abunden. El New York Journal de Nova York publica la història "King will Wed Wally".
5. The Decision: Edward ha advertit que el silenci de la premsa britànica sobre la seva "amistat" amb la senyora Simpson està a punt de trencar-se. El rei diu a la família reial i al primer ministre Stanley Baldwin que té la intenció de casar-se amb Wallis Simpson i que abdicarà si no pot fer-ho com a rei.
6. Proposals: S'intenta resoldre el problema sense que Edward abdiqui, inclosa una proposta presentada pel Rei per a un matrimoni morganàtic amb Wallis Simpson. Els governs britànic i de la Commonwealth s'oposen al matrimoni en qualsevol forma.
7. The Abdication: Els dies finals d'Edward com a rei. La signatura de l'abdicació el 10 de desembre de 1936 al Fort Belvedere. La ràdio la va emetre a la nació l'11 de desembre de 1936 des de la Torre Augusta, Castell de Windsor. L'exili d'Edward navegant en el HMS Fury (H76) des de Portsmouth. El matrimoni d'Edward i la senyora Simpson el 3 de juny de 1937.[2]

## Repartiment
- Edward Fox - Rei Edward VIII
- Cynthia Harris - Wallis Simpson
- David Waller - Stanley Baldwin
- Nigel Hawthorne - Walter Monckton
- Peggy Ashcroft – Reina Mary
- Marius Goring – rei George V
- Cherie Lunghi - Lady Thelma Furness
- Kika Markham - Freda Dudley Ward
- Jessie Matthews - Tia Bessie Merryman
- Charles Keating - Ernest Simpson
- Andrew Ray - Duc de York
- Amanda Reiss - Duquessa de York
- John Shrapnel - Alexander Hardinge
- Maurice Denham - Cosmo Lang, Arquebisbe de Canterbury
- Ed Devereaux - Lord Beaverbrook
- Geoffrey Lumsden - Geoffrey Dawson
- Patrick Troughton - Clement Attlee
- Trevor Bowen - Duff Cooper
- Patricia Hodge - Lady Diana Cooper
- Elsie Randolph - Lady Sibyl Colefax
- Bessie Love - Emerald (Maud) Cunard
- Tony Church - Sir Samuel Hoare
- Wensley Pithey - Winston Churchill
- Gary Waldhorn - Chips Channon

## Resposta
La sèrie es va produir i es va emetre durant la vida de la duquessa de Windsor i, tot i que encara que era malalta, es va informar que va considerar la sèrie una forta invasió de la seva privadesa. Aparentment es van ignorar les seves peticions perquè se li enviés una còpia del guió i va rebre correspondència de persones que van dir que no veurien la sèrie.